# ضدتقلیل‌گرایی
پادفروکاست‌گرایی یا ضدتقلیل‌گرایی (به انگلیسی:Antireductionism)، موضعی در علم و مابعدالطبیعه است که در برابر فروکاست‌گرایی قرار می‌گیرد و بر این باور است که همهٔ ویژگی‌های یک سامانه را نمی‌توان بر پایهٔ اجزای تشکیل‌دهندهٔ آن و برهم‌کنش‌هایشان توضیح داد.

## مفاهیم کلی
متضاد فروکاست‌گرایی، کل‌گرایی است؛ واژه‌ای که یان اسماتس در کتاب کل‌گرایی و فرگشت وضع کرد و به این معناست که یک سامانه را تنها می‌توان به‌عنوان یک کل درک کرد. یکی از شکل‌های پادفروکاست‌گرایی (معرفت‌شناختی) می‌گوید ما به‌سادگی قادر به فهم سامانه‌ها در سطح بنیادی‌ترین اجزایشان نیستیم و بنابراین برنامهٔ فروکاست‌گرایی محکوم به شکست است. نوع دیگر پادفروکاست‌گرایی (هستی‌شناختی) معتقد است که توضیح کامل یک سامانه بر پایهٔ اجزای بنیادی آن حتی در اصل هم برای برخی سامانه‌ها ممکن نیست. رابرت لافلین، برای نمونه، از این دیدگاه پشتیبانی می‌کند. رشته‌هایی مانند سایبرنتیک و نظریهٔ سامانه‌ها دیدگاهی غیرفروکاست‌گرا نسبت به علم دارند و گاهی تا آنجا پیش می‌روند که پدیده‌ها را در یک سطح از سلسله‌مراتب بر اساس پدیده‌هایی در سطح بالاتر توضیح می‌دهند، که در واقع عکس رویکرد فروکاست‌گرایانه است.
گرچه تقسیم پدیده‌های پیچیده به اجزا یک روش کلیدی در علم است، اما پدیده‌های پیچیده‌ای (مانند آنچه در فیزیک، روان‌شناسی، جامعه‌شناسی، بوم‌شناسی دیده می‌شود) وجود دارند که این رویکرد در آن‌ها کارایی ندارد. پادفروکاست‌گرایی همچنین در رشته‌های دانشگاهی مانند تاریخ، اقتصاد، انسان‌شناسی، پزشکی و زیست‌شناسی پدیدار می‌شود، جایی که تلاش‌ها برای توضیح پدیده‌های پیچیده با مدل‌های فروکاست‌گرا، بینش رضایت‌بخشی به دست نمی‌دهد.

## دیدگاه‌های خاص
نمونه‌ای از پادفروکاست‌گرایی در روان‌شناسی را می‌توان در هستی‌شناسی پیشنهادی دونالد دیویدسن دربارهٔ «رویدادها» دید که هدفش «ارائهٔ پاسخی پادفروکاست‌گرا به بحث ذهن/ماده... [و نشان دادن این‌که]... ناتوانی در ترجمهٔ دو زبان از طریق قوانین روان‌فیزیک، هرگونه رابطهٔ تحلیلی فروکاستی میان... ذهنی و فیزیکی را مسدود می‌کند» است.
کارل پوپر از مشهورترین حامیان پادفروکاست‌گرایی بود. او در جستار خود با عنوان «ابرها و ساعت‌ها»، پدیده‌ها را به دو نوع تقسیم کرد: پدیده‌های «ساعتی» که پایهٔ مکانیکی دارند و پدیده‌های «ابری» که تقسیم‌ناپذیرند و برای توضیح‌شان به پدیداریافت وابسته‌اند.
برای نمونه، پوپر معتقد بود که توضیحی ماده‌گرایانه برای هوشیاری ممکن نیست. دیدگاه فروکاست‌گرایان دربارهٔ هوشیاری را مکس ولمنز چنین توضیح می‌دهد:
> بیشتر فروکاست‌گرایان می‌پذیرند که هوشیاری «به‌نظر» متفاوت از حالت‌ها یا کارکردهای مغز است، اما ادعا می‌کنند که علم «کشف» خواهد کرد که چیزی جز یک حالت یا کارکرد مغز نیست. به‌طور خلاصه، آن‌ها عمدتاً می‌پذیرند که حالت‌های مغزی و حالت‌های هوشیار «در تصور» متفاوت‌اند، اما انکار می‌کنند که در جهانی که ما در آن زندگی می‌کنیم «در واقع» تفاوتی داشته باشند.

ولمنز خود با این موضع فروکاست‌گرایانه موافق نیست. مخالفت با این فروکاست‌گرایی «ذهن = مغز» در آثار نویسندگان بسیاری یافت می‌شود. یکی از مسائل مطرح‌شده این است که علم نمی‌تواند مسئلهٔ دشوار هوشیاری را توضیح دهد، یعنی همان تجربه‌های ذهنی که کیفیت‌نما نامیده می‌شوند. ایراد دیگری که به‌طور صریح توسط توماس کوهن فیزیک‌دان و فیلسوف بیان شد این است که علم یک نهاد خودبسنده نیست، زیرا نظریه‌هایی که به کار می‌گیرد ساختهٔ ذهن انسان‌اند، نه نتایج اجتناب‌ناپذیر آزمایش و مشاهده، و معیارهای پذیرش یک نظریهٔ خاص برای انتخاب میان گزینه‌های مختلف قطعی نیست و به ورودی ذهنی نیاز دارد. حتی ادعا که علم بر آزمون‌پذیری نظریه‌هایش استوار است نیز با شرط و تردیدهایی روبه‌رو شده است.
به گفتهٔ الکساندر روزنبرگ و دیوید کاپلان، می‌توان تعارض میان فیزیکالیسم و پادفروکاست‌گرایی را این‌گونه حل کرد که «هم فروکاست‌گرایان و هم پادفروکاست‌گرایان می‌پذیرند که با توجه به علایق و محدودیت‌های شناختی ما، ممکن است نتوان توضیحات غیرمولکولی را بهبود داد، تصحیح کرد یا بر پایهٔ توضیحات مولکولی بنا نهاد». با این حال، برخی دیگر این تعارض را «یکی از مسائل مرکزی در فلسفهٔ روان‌شناسی» می‌دانند، نسخه‌ای به‌روز شده از مسئلهٔ ذهن و بدن کهن: این‌که سطوح نظریه‌ها در علوم رفتاری و علوم مغز چگونه به یکدیگر مربوط می‌شوند. بسیاری از فیلسوفان معاصر ذهن بر این باورند که نظریه‌های روان‌شناسی شناختی قابل فروکاست به نظریه‌های عصب‌شناختی نیستند... بیشتر فیزیکالیست‌های غیرفروکاست‌گرا ترجیح می‌دهند ایدهٔ وابستگی یک‌سویهٔ ذهنی به فیزیکی را بپذیرند.